# ハビエル・フォルトゥナ
ハビエル・フォルトゥナ（Javier Fortuna、1989年7月15日 - ）は、ドミニカ共和国のプロボクサー。ラ・ロマーナ出身。元WBA世界フェザー級暫定王者。元WBA世界スーパーフェザー級レギュラー王者。世界2階級制覇王者。

## 来歴
2009年3月30日、サントドミンゴのコリセオ・カルロス・テオ・クルスでデビュー戦を行い、初回KO勝利した。
2010年8月19日、サントドミンゴのドミニカン・フィエスタ・ホテル&カジノで行われたWBAフェデボルスーパーフェザー級王座決定戦でフランシスコ・ロレンソと対戦するも、1回1分46秒無効試合で王座獲得に失敗した。
2011年3月12日、コネチカット州レッドヤード市のフォックスウッズ・リゾート・カジノ内にあるMGMグランド・アット・フォックスウッズで行われたWBCインターコンチネンタルフェザー級ユース王座決定戦でデリック・ウィルソンと対戦し、8回2分28秒KO勝ちを収め王座を獲得した。同王座は1度防衛した。
2012年7月6日、ネバダ州ラスベガスのハードロック・ホテル&カジノでクリストバル・クルスと対戦し、2回2分22秒TKO勝ちを収めた。
2012年12月8日、ネバダ州ラスベガスのMGMグランド・ガーデン・アリーナで、マニー・パッキャオ対ファン・マヌエル・マルケス第4戦の前座でWBA世界フェザー級6位のパトリック・ハイランドとWBA世界フェザー級暫定王座決定戦を行い、3-0の判定勝ちを収め王座獲得に成功した。
2013年4月19日、ニュージャージー州アトランティックシティのトロピカーナ・カジノ&リゾート・アトランティックシティでWBA世界フェザー級15位のミゲル・サムディオと防衛戦を行う予定だったが、フォルトゥナが前日計量で127ポンドと体重超過があり、2時間後の再計量でも126.8ポンドと体重超過となり試合直前にして王座剥奪となった。サムディオが勝てばサムディオが新王者となりフォルトゥナが勝てば王座は空位となる条件で試合が行われ、フォルトゥナが初回1分8秒KO勝ちを収めた為、王座は空位となった。
2013年12月29日、WBAからWBA世界スーパーフェザー級暫定王者のブライアン・バスケスと指名試合を行うよう指令を受けた。
2014年11月1日、イリノイ州シカゴのUICパビリオンにてアンドルー・フォンファラ対ドゥドゥ・ヌグンブの前座でアブネル・コットと対戦し、5回KOでフォルトゥナが勝利するが、試合はホールディングやプッシングなどで両者に再三レフェリーの注意が入る荒れた展開となった。2回にコットの明らかな後頭部へのパンチでフォルトゥナがリング上に倒れこむが、レフェリーはフォルトゥナがダウンをしたと判断しダウンカウントを取ったのにもかかわらずコットからも減点をするという不可解な裁定を行う。4回にはローブローでコットが減点され、そして4回終了のゴング後には両者が言い合いになったところで、フォルトゥナがパンチを繰り出してコットがダウンし、フォルトゥナが減点された。しかし、その映像がスロー再生されるとフォルトゥナのパンチは当たっておらず、コットにも当然ダメージは見られなかったが、コットのトレーナーがリング上を指差し必死にダウンをしろと指示した後にコットが演技で倒れこむような場面が映し出され、会場から失笑とブーイングが起こった。
2015年5月29日、ニューヨーク市ブルックリン区のバークレイズ・センターにてアミール・カーン対クリス・アルギエリの前座で元WBA世界スーパーフェザー級暫定王者でWBA世界スーパーフェザー級2位のブライアン・バスケスとWBA世界スーパーフェザー級レギュラー王座決定戦を行い、3-0（116-112、117-111×2）の判定勝ちを収めドミニカ共和国のボクサーとしてはホアン・グズマンに次いで史上2人目となる世界2階級制覇を達成した。
2015年6月5日、WBAはフォルトゥナを5月の月間MVPに選出した。
2015年9月29日、ネバダ州ラスベガスのパームス・カジノ・リゾートでWBA世界スーパーフェザー級8位のルロス・ベラスケスと対戦し、10回35秒TKO勝ちを収め初防衛に成功した。
2016年6月24日、北京の首都体育館で行われたWBA年次総会でWBA世界スーパーフェザー級8位のジェイソン・ソーサと対戦。試合は5回に左フックで先制ダウンを奪うなどリードを奪っていたが、前半のオーバーペースが祟り10回に右フックでダウンを奪い返されると11回にソーサがフックの連打でダウンし、立ち上がったものの試合続行不能と判断され初黒星となる11回45秒逆転TKO負けを喫し2度目の防衛に失敗し王座から陥落した。
2018年1月20日、ニューヨーク市ブルックリン区のバークレイズ・センターでIBF世界ライト級王者のロバート・イースター・ジュニアと対戦し3階級制覇を目指す予定だったが、前日計量でフォルトゥナがライト級の規定体重である135ポンドを1.8ポンド体重超過の136.8ポンドを計測、2時間の猶予を与えられた再計量でも136.4ポンドまでしか落とせず失格となったため、試合はイースターが勝てば王座防衛となるがフォルトゥナが勝っても王座交代とはならないという条件で行われ、フォルトゥナが12回1-2（114-113、113-114、113-115）の判定負けを喫した。
2019年2月9日、カリフォルニアのディグニティ・ヘルス・スポーツ・パークにてガーボンタ・デービスVSウーゴ・ルイスの前座でシャリフ・ボゲールと対戦し、10回判定勝ちを収めた。
2021年7月9日、ロサンゼルスのバンク・オブ・カリフォルニア・スタジアムでWBC世界ライト級暫定王座決定戦をジョセフ・ディアスと行い、判定負けを喫し王座獲得に失敗した。
2022年7月16日、ロサンゼルスのクリプト・ドットコム・アリーナでライアン・ガルシアとスーパーライト級契約で対戦し、6回KO負けを喫した。

## 獲得タイトル
- WBCインターコンチネンタルフェザー級ユース王座
- WBA世界フェザー級暫定王座（防衛0=剥奪）
- WBA世界スーパーフェザー級レギュラー王座（防衛1）